# Camillo Astalli
Camillo Astalli (ur. w 1619 w Rzymie, zm. 21 grudnia 1663 w Katanii) – włoski kardynał.

## Życiorys
Urodził się w 1619 roku w Rzymie. Studiował prawo, a po zakończeniu nauki był klerykiem Kamery Apostolskiej. 19 września 1650 roku został kreowany kardynałem prezbiterem i otrzymał kościół tytularny San Pietro in Montorio. Przez trzy lata pełnił funkcję legata w Awinionie. 4 lipca 1661 roku został wybrany arcybiskupem Katanii, a trzy tygodnie później przyjął sakrę. W latach 1661–1662 był kamerlingiem Kolegium Kardynalskiego. Zmarł 21 grudnia 1663 roku w Katanii.